# Landkreis Wolfstein
Der Landkreis Wolfstein gehörte zum bayerischen Regierungsbezirk Niederbayern. Benannt war er nach dem Sitz seines Landratsamts auf Schloss Wolfstein in der Landgemeinde Ort, die 1954 in die Stadt Freyung eingemeindet wurde.

## Geographie

### Wichtige Orte
Die einwohnerstärksten Gemeinden waren Waldkirchen, Freyung, Neureichenau, Röhrnbach und Perlesreut.

### Nachbarkreise
Der Landkreis grenzte 1972 im Gegenuhrzeigersinn im Westen an den Landkreis Grafenau, im Südwesten an den Landkreis Passau und im Süden an den Landkreis Wegscheid. Nachbarn waren außerdem die Tschechoslowakei (Jihočeský kraj) im Nordosten sowie östlich Österreich (Oberösterreich).

## Geschichte

### Landgericht
Bis 1806 gehörte das Gebiet des Landkreises zum Hochstift Passau. 1806 wurde der bayerische Landgerichtsbezirk Wolfstein mit Sitz auf Schloss Wolfstein in der Landgemeinde Ort eingerichtet. Er gehörte zum Unterdonaukreis (ab 1838 Niederbayern).

### Bezirksamt
Das Bezirksamt Wolfstein folgte im Jahr 1862 dem Landgericht älterer Ordnung Wolfstein. Hinzu kamen die an das neue Landgericht älterer Ordnung Waldkirchen abgetretenen Gemeinden einschließlich der acht aus dem Landgerichtsbezirk Wegscheid ausgegliederten Gemeinden.

### Landkreis
Am 1. Januar 1939 wurde im Deutschen Reich die einheitliche Bezeichnung Landkreis eingeführt. So wurde aus dem Bezirksamt der Landkreis Wolfstein.
Durch die Eingemeindung der Gemeinde Ort am 1. April 1954 wurde Freyung Kreisstadt. Am 1. Juli 1972 wurde der Landkreis Wolfstein im Zuge der Gebietsreform in Bayern mit dem Landkreis Grafenau zum neuen Landkreis Freyung zusammengefasst. Zeitgleich wurden Gemeinden zusammengelegt, so dass auf dem Gebiet des ehemaligen Landkreises nur noch 14 Gemeinden existieren. Am 1. Mai 1973 erhielt der Landkreis die heutige Bezeichnung Landkreis Freyung-Grafenau.

## Einwohnerentwicklung
| Jahr | Einwohner | Quelle |
| ---- | --------- | ------ |
| 1864 | 27.456    | [ 4 ]  |
| 1885 | 29.626    | [ 5 ]  |
| 1900 | 29.763    | [ 6 ]  |
| 1910 | 30.937    | [ 6 ]  |
| 1925 | 32.416    | [ 7 ]  |
| 1939 | 34.080    | [ 8 ]  |
| 1950 | 45.389    | [ 9 ]  |
| 1960 | 40.500    | [ 10 ] |
| 1971 | 43.500    | [ 11 ] |

## Gemeinden
Vor dem Beginn der bayerischen Gebietsreform umfasste der Landkreis Wolfstein in den 1960er Jahren 42 Gemeinden:

Landkreis Wolfstein, Gemeindegrenzenkarte von 1961

| - Altreichenau, heute zu Neureichenau - Außernbrünst, heute zu Röhrnbach - Bischofsreut, heute zu Haidmühle - Böhmzwiesel, heute zu Waldkirchen - Finsterau, heute zu Mauth - Freyung (Stadt) - Fürholz, heute zu Grainet - Fürsteneck - Grainet - Gsenget, heute zu Neureichenau - Haidmühle - Harsdorf, heute zu Röhrnbach - Heindlschlag, heute zu Jandelsbrunn - Herzogsreut, heute zu Hinterschmiding - Hintereben, heute zu Jandelsbrunn - Hinterschmiding - Hohenau - Jandelsbrunn - Karlsbach, heute zu Waldkirchen - Klafferstraß, heute zu Neureichenau - Kreuzberg, heute zu Freyung | - Kumreut, heute zu Röhrnbach - Lackenhäuser, heute zu Neureichenau - Mauth - Neureichenau - Niederperlesreut, heute zu Perlesreut - Oberfrauenwald, heute zu Waldkirchen - Oberndorf, heute zu Röhrnbach - Perlesreut (Markt) - Philippsreut - Ratzing, heute zu Waldkirchen - Rehberg, heute zu Grainet - Ringelai - Röhrnbach (Markt) - Schiefweg, heute zu Waldkirchen - Schönbrunn, heute zu Hohenau - Unterhöhenstetten, heute zu Waldkirchen - Vorderfreundorf, heute zu Grainet - Waldenreut, heute zu Perlesreut - Waldkirchen (Markt) - Wasching, heute zu Ringelai - Wilhelmsreut, heute zu Röhrnbach |

Eingemeindungen bis 1960
- Ahornöd, am 1. April 1954 zu Freyung
- Annathal, am 1. Januar 1946 zu Mauth
- Ort, am 1. April 1954 zu Freyung
- Praßreut, am 15. Februar 1960 zu Oberndorf, heute zu Röhrnbach
- Stadl, am 1. Januar 1946 zu Böhmzwiesel, heute zu Waldkirchen

Namensänderungen von Gemeinden
- Frauenberg, am 27. April 1951 umbenannt in Haidmühle
- Kleinphilippsreut, am 1. Juli 1936 umbenannt in Philippsreut
- Kühbach, am 27. April 1951 umbenannt in Ringelai
- Leopoldsreut, am 27. April 1951 umbenannt in Bischofsreut
- Schimmelbach, am 27. April 1951 umbenannt in Neureichenau

## Politik

### Bezirksamtsvorstände bzw. Landräte (ab 1939)
- David Fischer (1911–1935)
- Ludwig Neu (1936–1945)
- Erwin Graßl (1945–1946)
- Johann Brandner (1946–1948)
- Nikolaus Madl (1948–1950)
- Josef Brandl (1951–1970)
- Franz Schumertl (1970–1972)

### Nach der Gebietsreforn
Lange Zeit lebte dieser Altlandkreis in der Aufteilung der Freien Wähler fort. Im Grafenauer Land engagierte sich die „Freie Wähler Gemeinschaft – Grafenauer Land“, im ehemaligen Landkreis Wolfstein die „Christliche Wähler Gemeinschaft“. Erst durch den Einzug der Freien Wähler in den Landtag gab es Bestrebungen zu fusionieren. Nachdem der ehemalige Landrat Alexander Muthmann in den Landtag gewählt wurde, vereinigten sich die beiden Gruppierungen am 28. September 2009 zum Kreisverband der Freien Wähler im Landkreis Freyung-Grafenau.

## Wappen
Blasonierung: „Geteilt von Silber und Blau, oben ein wachsender steigender roter Wolf, unten wachsend ein schrägrechter goldener Spaten, gekreuzt mit einem wachsenden linksschrägen goldenen Krummstab.“

## Presse
Ebenso wird die Lokalausgabe F der PNP in mit zwei unterschiedlichen Titeln, Grafenauer Anzeiger und Passauer Neue Presse, veröffentlicht. Der Inhalt ist jedoch bei beiden Kopfblättern identisch.

## Kfz-Kennzeichen
Am 1. Juli 1956 wurde dem Landkreis bei der Einführung der bis heute gültigen Kfz-Kennzeichen das Unterscheidungszeichen WOS zugewiesen. Es wurde bis zum 3. August 1974 ausgegeben. Seit dem 10. Juli 2013 ist es im Landkreis Freyung-Grafenau wieder erhältlich. Im Herbst 2016 hatten etwa 37 % der Kfz-Zulassungen im Landkreis das Kennzeichen WOS (Wolfstein).